# Walter Schulze (Architekt)
Walter Heinrich Karl Schulze, auch Walther Heinrich Karl Schulze (* 7. August 1880 in Beuthen (Oberschlesien); † nach 1916) war ein deutscher Architekt und Kunstmaler.

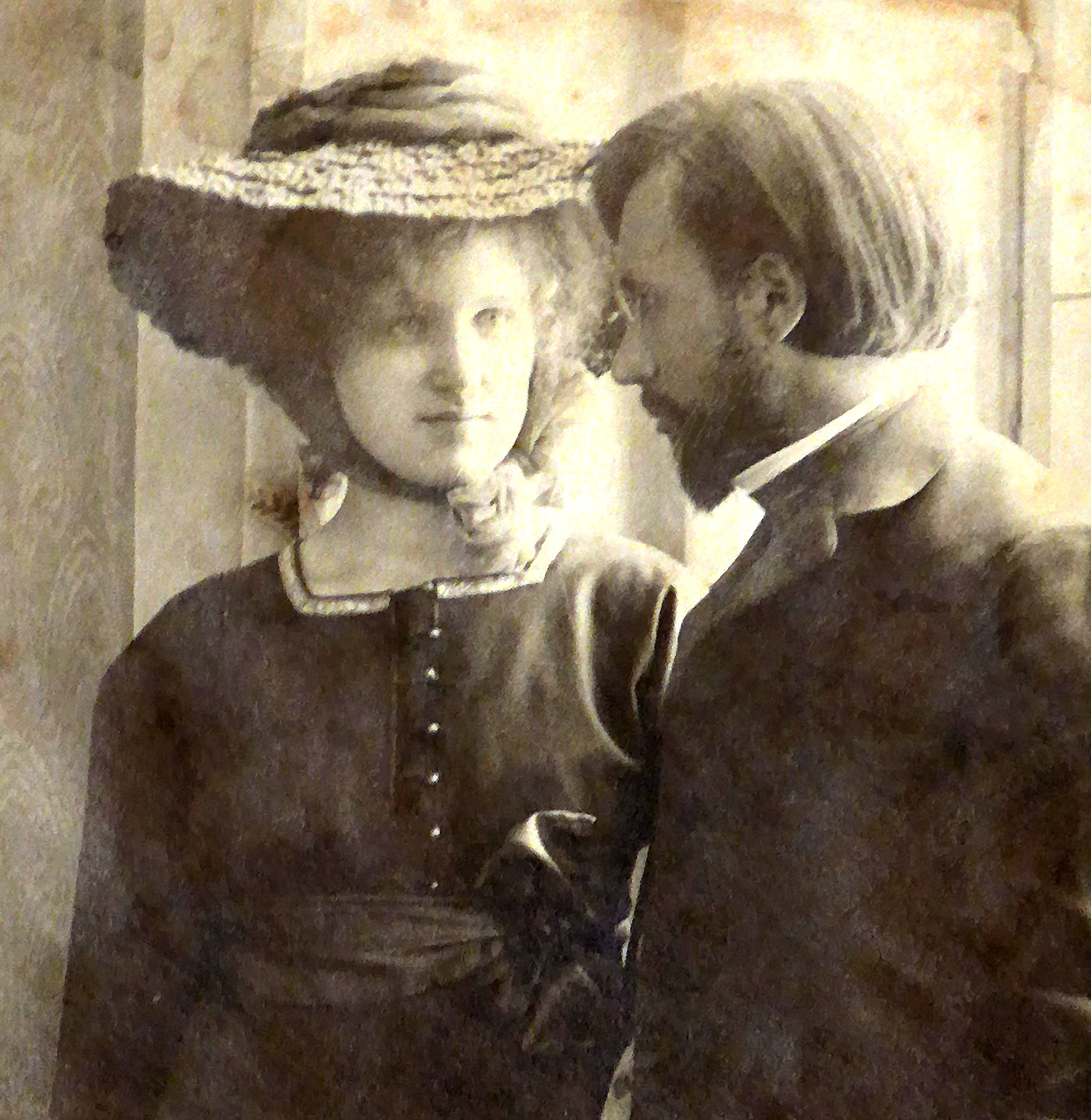
Walter Schulze mit Ehefrau Johanna geb. Lange; ca. 1906

## Biografie

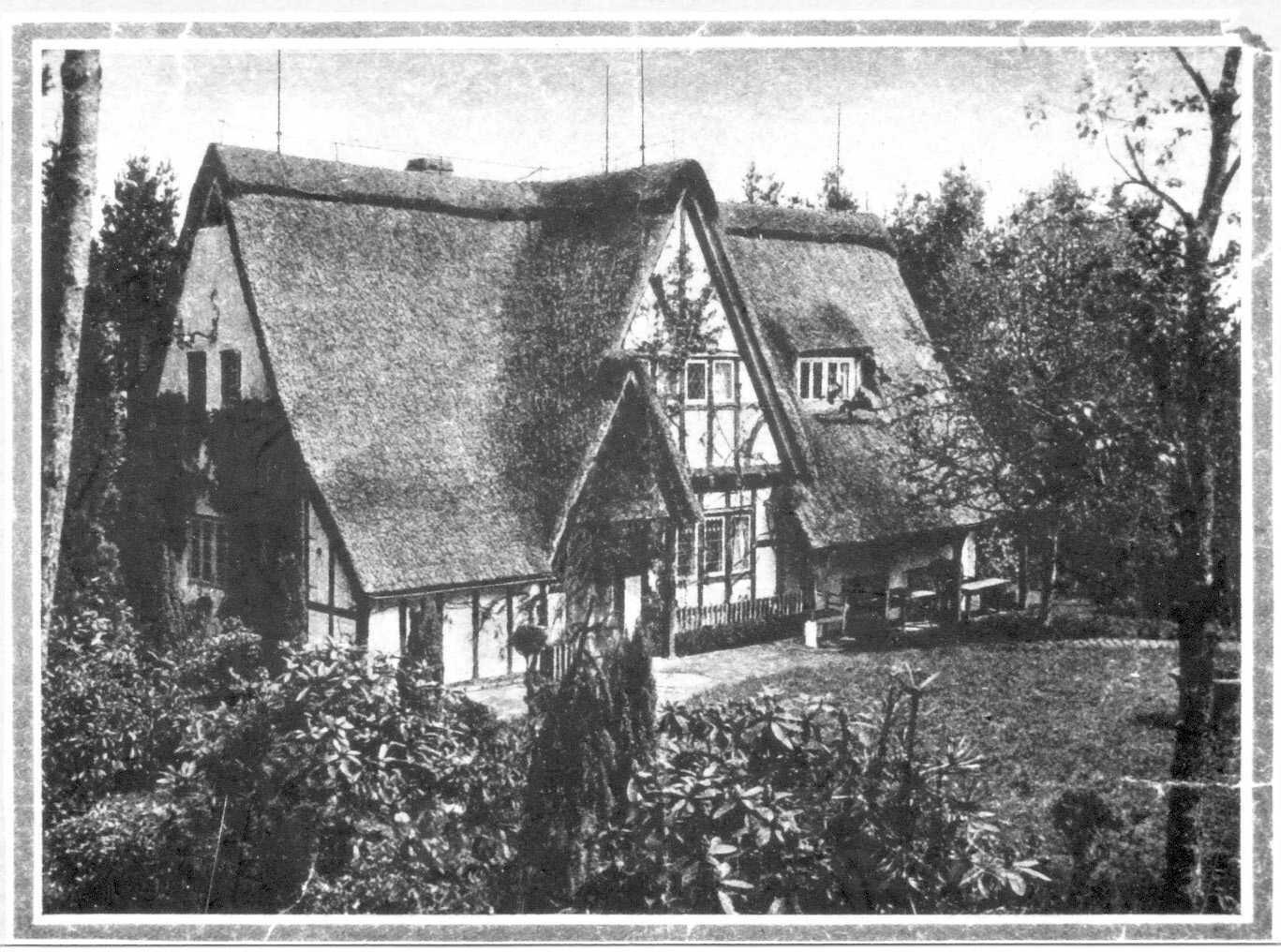
Wohnhaus des Architekten Walter Schulze (mit Familie); erbaut 1909 nach Brand des Vorgängergebäudes

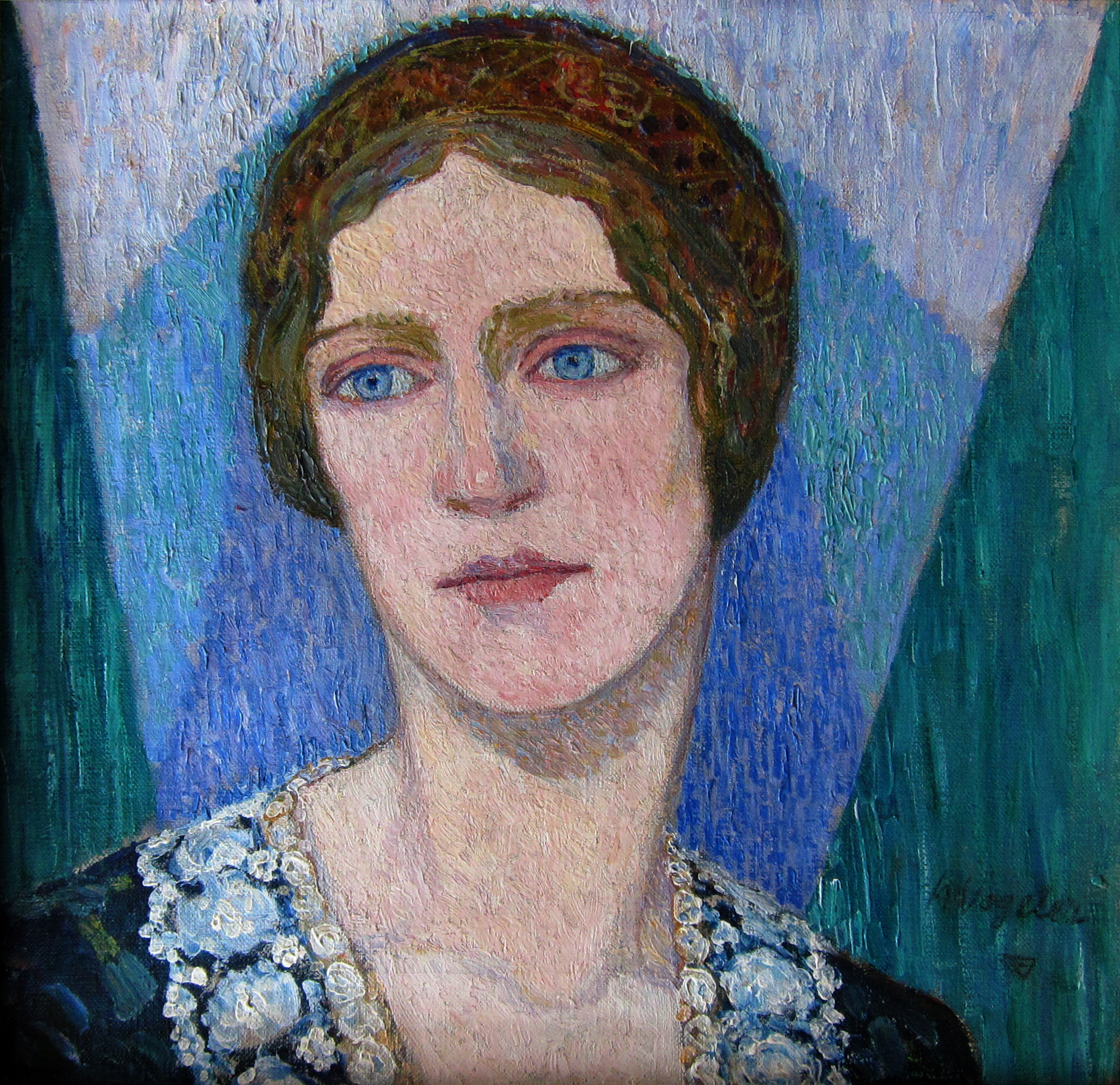
Porträt der Johanna Schulze, gemalt von Heinrich Vogeler

Seine Kindheit verbrachte er in Beuthen/Oberschlesien. Sein Vater, August Schulze, betrieb in Beuthen, Gleiwitz und Bunzlau Ateliers als Fotograf. 1903 und 1904 studierte er Malerei und Perspektivzeichnung an der „Königlichen akademischen Hochschule für die Bildenden Künste“ in Berlin-Charlottenburg, u. a. beim Landschaftsmaler Prof. Wilhelm Herwarth. Anschließend studierte er bei Prof. Alfred Mohrbutter in der Städtischen Kunstgewerbe- und Handwerkerschule in Charlottenburg. 1906 war Walter Schulze Mitarbeiter in der Berliner Tanzschule für avantgardistischen Ausdruckstanz von Isadora Duncan. Sonntags vormittags zeichneten die Schülerinnen unter seiner Anleitung im Freien und übten dabei die Natur zu beobachten. Mit seinem Entwurf eines „Luftbadkleides“, das auch in der Duncan-Schule Anwendung fand, beteiligte sich Walter Schulze an der Entwicklung von körperfreundlicher Reformkleidung. Im Juli 1906 heiratete er in (Berlin-)Friedenau die Kunstschülerin Johanna Emilie Therese Lange. Als Trauzeugen fungierten die Maler Heinrich Richter-Berlin und Kurt Hermann Rosenberg, die mit ihm an der gleichen Kunstakademie studiert hatten – beide Mitglieder der späteren Künstlervereinigung Novembergruppe.
Im Herbst 1906 zog er mit ihr und der Malerin Ilse Hahn nach Worpswede, wohnte zunächst in dem Bauernhaus in Westerwede, in dem zuvor schon Rainer Maria Rilke gewohnt hatte und ließ sich dort als selbständiger Architekt nieder. In dieser Zeit stellte ihn Heinrich Vogeler als Mitarbeiter an (als Entwurfszeichner und Architekt) – wahrscheinlich bis 1912. 1907 baute er sein Wohnhaus mit Strohdach auf dem Worpsweder Weyerberg – mit einem großzügigen multifunktionalen Innenraum. Diese Innengestaltung bedeutete – im Kontext der Lebensreformbewegung – einen Abschied von der bis dahin üblichen „guten Stube“. Die unkonventionelle Gestaltung des Grundrisses schaffte einen vielfach nutzbaren Raum, der sowohl als Wohnküche als auch als Aufenthaltsort für die Familie geeignet war. Eine derartige Grundrissplanung sollte auch für ländliche Arbeiterhäuser geeignet sein, in denen so – durch den Wegfall der in bürgerlichen Wohnhäusern üblichen „Guten Stube“ – mehr Platz für die meist überbelegten Schlafkammern gewonnen werden konnte. Im November 1908 brannte dieses Haus vollständig ab, wurde aber von Walter Schulze an gleicher Stelle 1909 wieder errichtet. Heinrich Vogeler besprach diese besondere Innenarchitektur seines Mitarbeiters auch in seiner Autobiografie; mit ihm entwickelte Walter Schulze von nun an eine Bauweise, die eine Symbiose moderner städtischer Architektur mit der regionalen Bauweise anstrebt. In Zusammenarbeit mit ihm realisierte er verschiedene Bauprojekte, unter anderem mehrere Bahnhöfe für die Kleinbahn Moorexpress. Der Worpsweder Verschönerungsverein prämierte im Oktober 1910 Walter Schulzes Entwürfe der Bahnhöfe. Die Fachpresse kommentierte anschließend seinen Bau des Bahnhofs Weyerdeelen-Umbeck als „in glücklichster Weise“ gelöst. 1909 wurde der Sohn Kurd Jürgen geboren. Als Heinrich Vogeler im Frühjahr 1911 für 2 Monate nach Paris reiste, vertrat ihn Walter Schulze auf dem Barkenhoff. Nach dem Ende seiner Anstellung bei Heinrich Vogeler ging er 1912 nach Berlin. Sein Wohnhaus in der Worpsweder Lindenallee verkaufte er 1913 an den Großindustriellen Wilhelm Garvens für dessen Sohn, den Kunsthändler Herbert von Garvens – vermutlich durch Vermittlung von Vogeler. Anschließend entwarf er als Architekt mehrere Gebäude in Worpswede/Ostendorf, in Fischerhude und Berlin. Seine Ehe mit Johanna Schulze, die mehrfach für Vogeler als Modell diente, wurde 1915 in Berlin geschieden. Sein sechs Jahre jüngerer Bruder Alfred Schulze betätigte sich ab 1909 ebenfalls als Zeichner und Architekt in Worpswede. Walter Schulze war in Berlin und Worpswede auch als Kunstmaler tätig.
Im Jahre 1916 schrieb er mehrere Briefe an Martha Vogeler, aus denen hervorgeht, dass er als Soldat der Westfront an der Schlacht an der Somme beteiligt war. Er diente in der Feldfliegerabteilung 22, dort wahrscheinlich in der Luftbildeinheit.
„Körperlich fühle ich mich sehr wohl, wenn mir nicht immer im Geiste der Wahnsinn dieses Krieges herumspukte…“
Über sein weiteres Schicksal wie Zeit, Ort und Grund seines Todes fehlen bisher noch eindeutige Dokumente. Der Worpsweder Schriftsteller Edwin Koenemann erwähnt in seinem ausführlichen Tagebuch im Juni 1918, dass er gehört hatte, Walter Schulze sei in eine Irrenanstalt wegen „Gehirnerweichung“ eingeliefert worden. Im Mai 1928 sei er im Irrenhaus gestorben, erwähnt Koenemann später ebenda. Außer diesen Notizen aus dritter Hand liegen bisher keine konkreteren Belege vor. Auch der Ort dieser Anstalt ist bisher unbekannt.

## Werk

### Bauten und Entwürfe
- 1907: eigenes Wohnhaus in Worpswede[22] (1908 abgebrannt, wiederaufgebaut, unter Denkmalschutz)Von Walter Schulze entworfenes Gebäude in Berlin-Frohnau

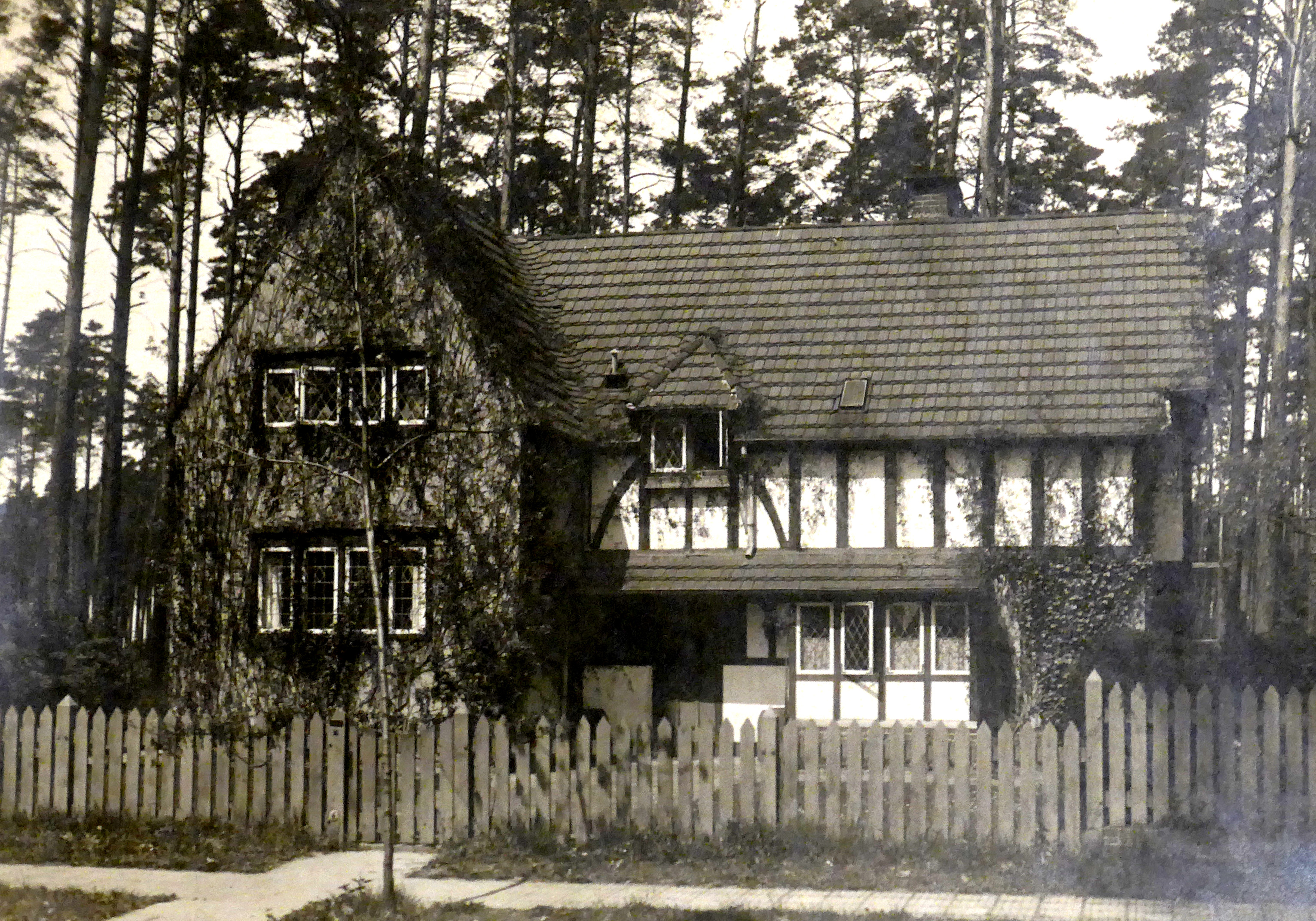
Von Walter Schulze entworfenes Gebäude in Berlin-Frohnau

- 1909–1910: Empfangsgebäude des Worpsweder Bahnhofs, gemeinsam mit Heinrich Vogeler[23]
- 1910: Umbau eines alten Niedersachsenhauses zur Haltestelle Weyerdeelen-Umbeck der Bahnstrecke Bremervörde–Osterholz-Scharmbeck (nicht erhalten)
- 1910: Bahnhofsgebäude der Haltestelle Neu St. Jürgen der Bahnstrecke Bremervörde–Osterholz-Scharmbeck[24]
- 1912–1913: Wohnhaus in Berlin-Frohnau (1928 von Paul Poser, unter Denkmalschutz)[25]
- 1914: Einfamilienhaus für Johanna Westhoff, die Mutter von Clara Rilke-Westhoff, in Fischerhude bei Bremen[26]
- 1914: Gymnastikschule Dorothea Schmidt in Berlin-Grunewald (nicht erhalten)[27]
- 1914–15: Einfamilienhaus mit Strohdach in Worpswede/Ostendorf (Am Schmidtberg)[28]

### Gemälde, Zeichnungen, Fotos

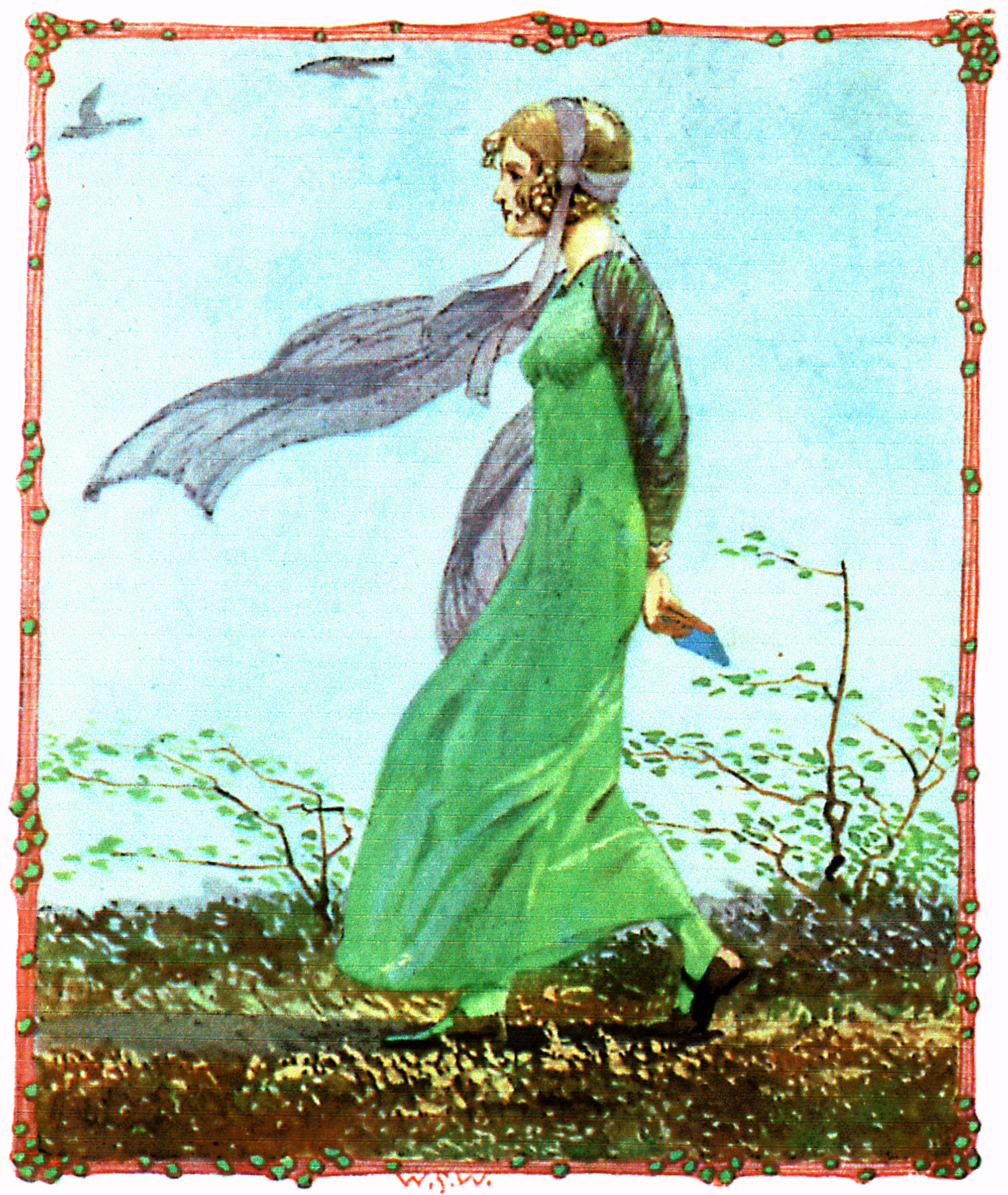
Gemälde für eine Postkarte; Signatur: W.S.W. = Walter Schulze Worpswede
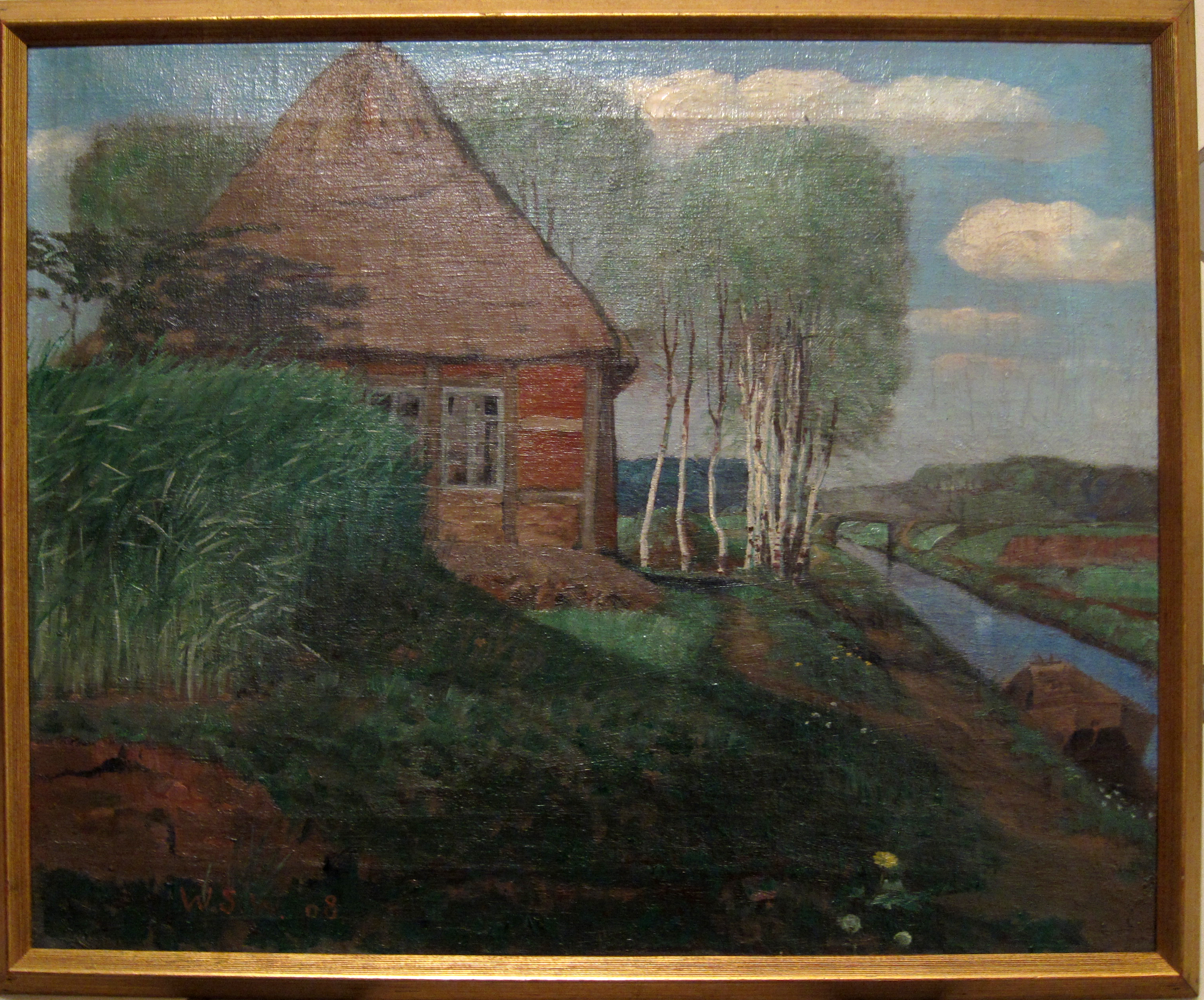
Gemälde einer Moorlandschaft im Raum Worpswede (1908)
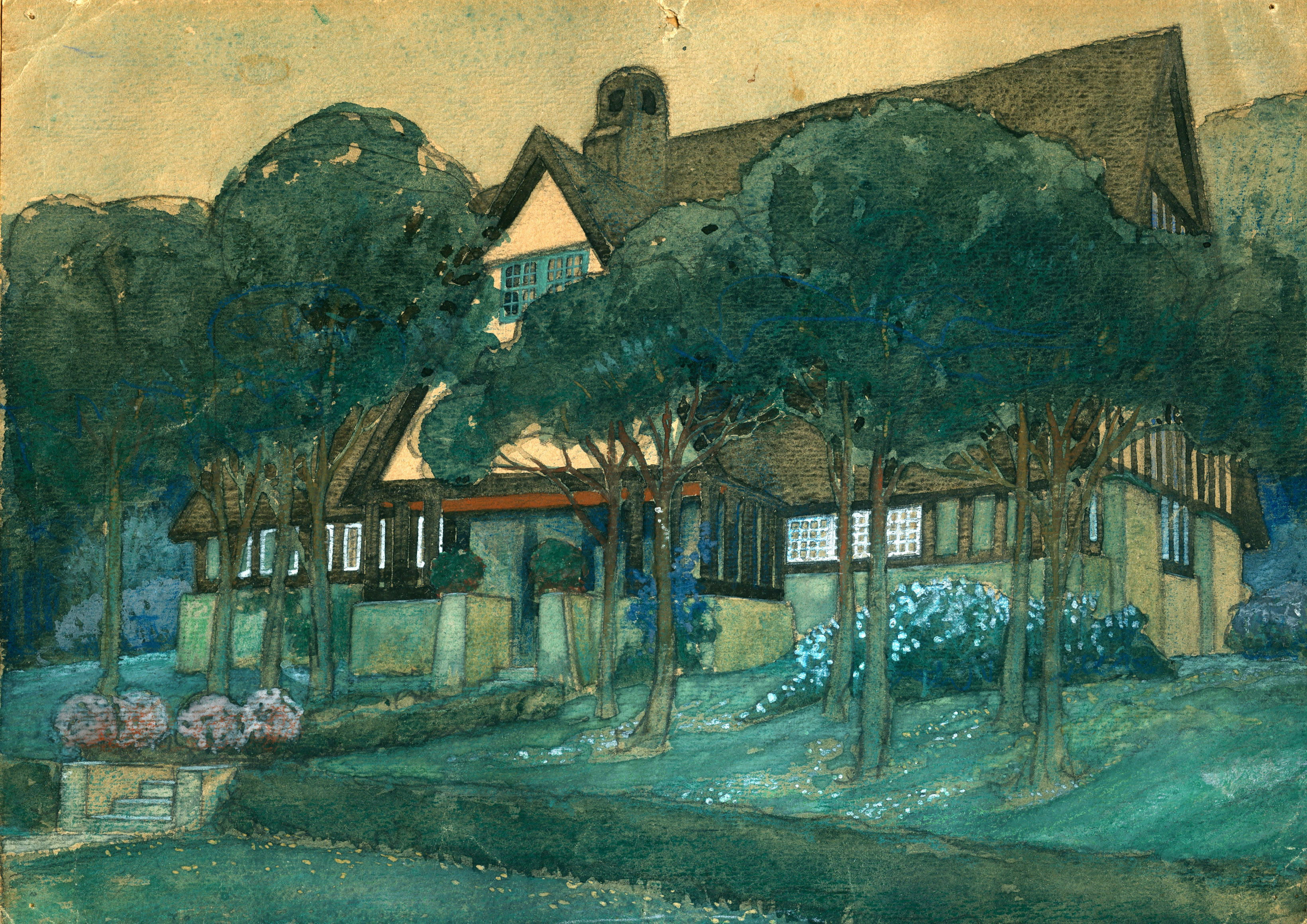
Wohnhaus von W. Schulze in Worpswede
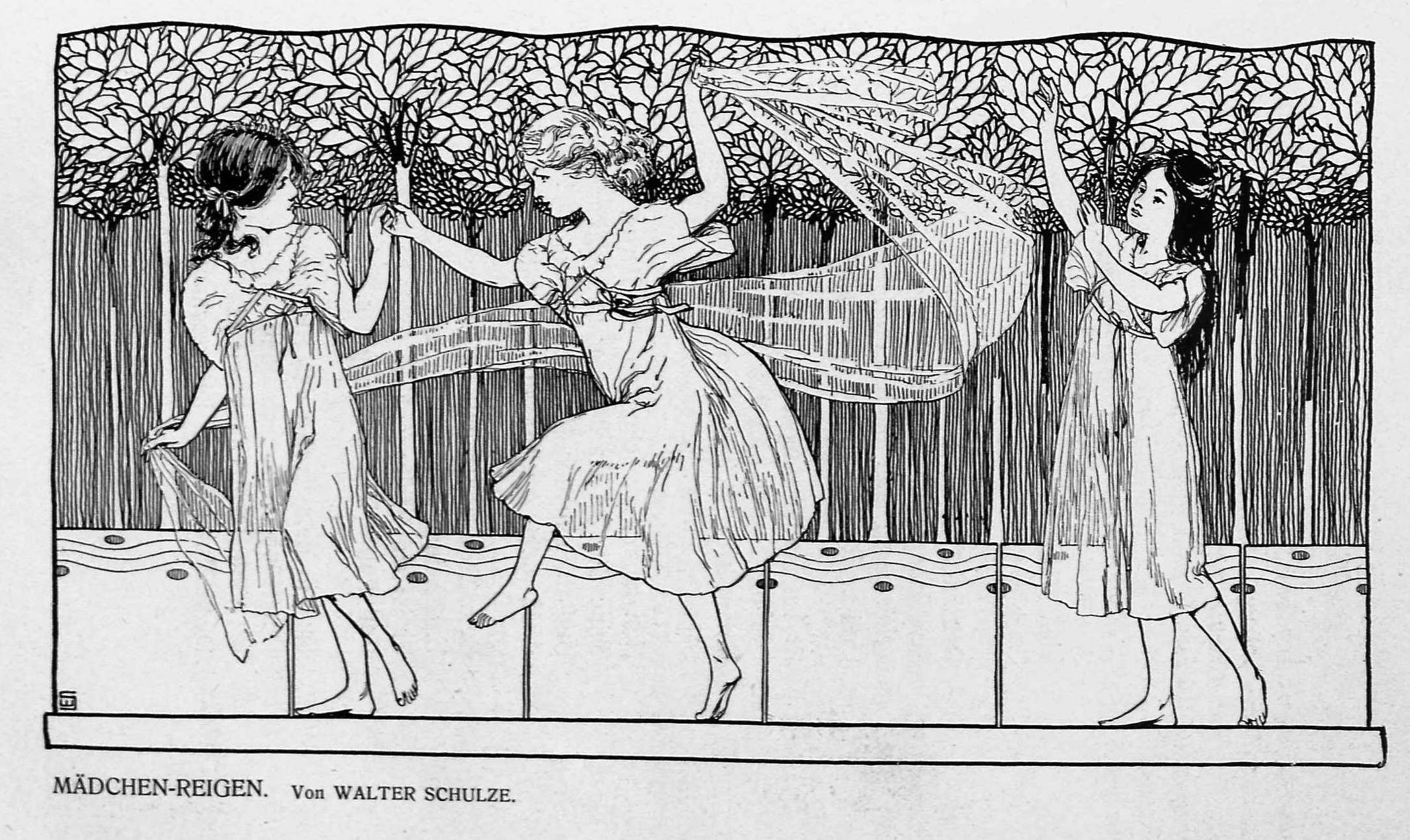
Illustration eines Aufsatzes über die Duncan-Schule-Berlin 1906
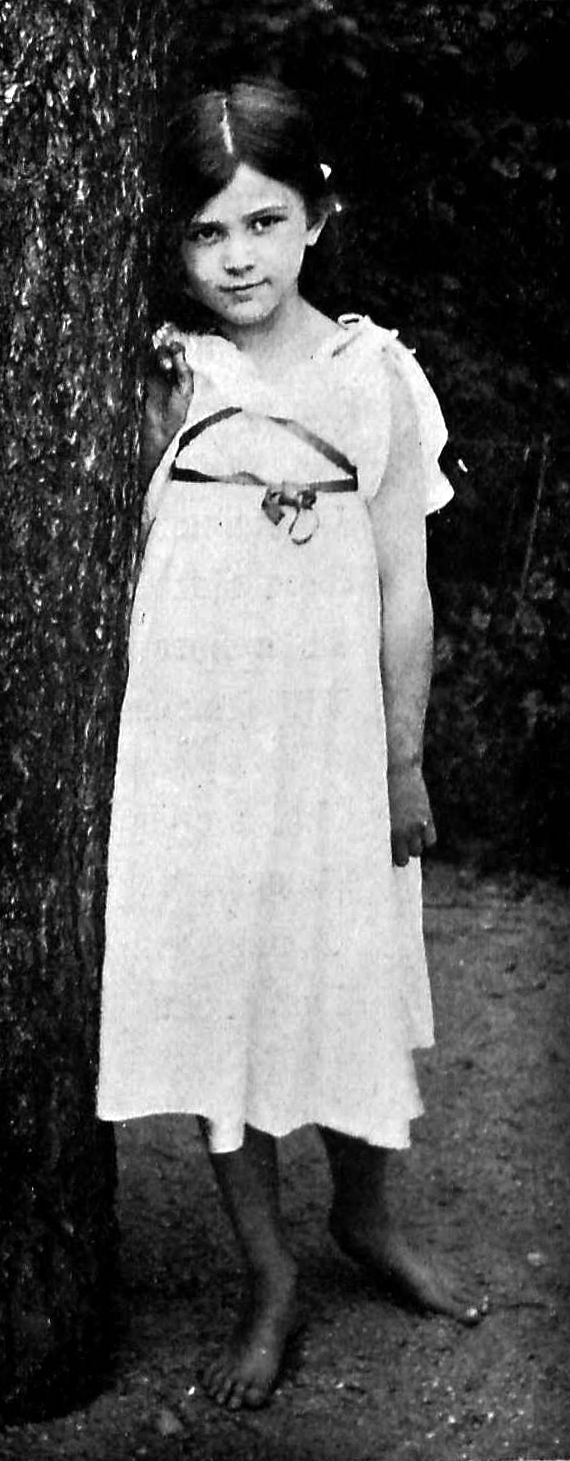
Das Luftbadkleid von Walter Schulze
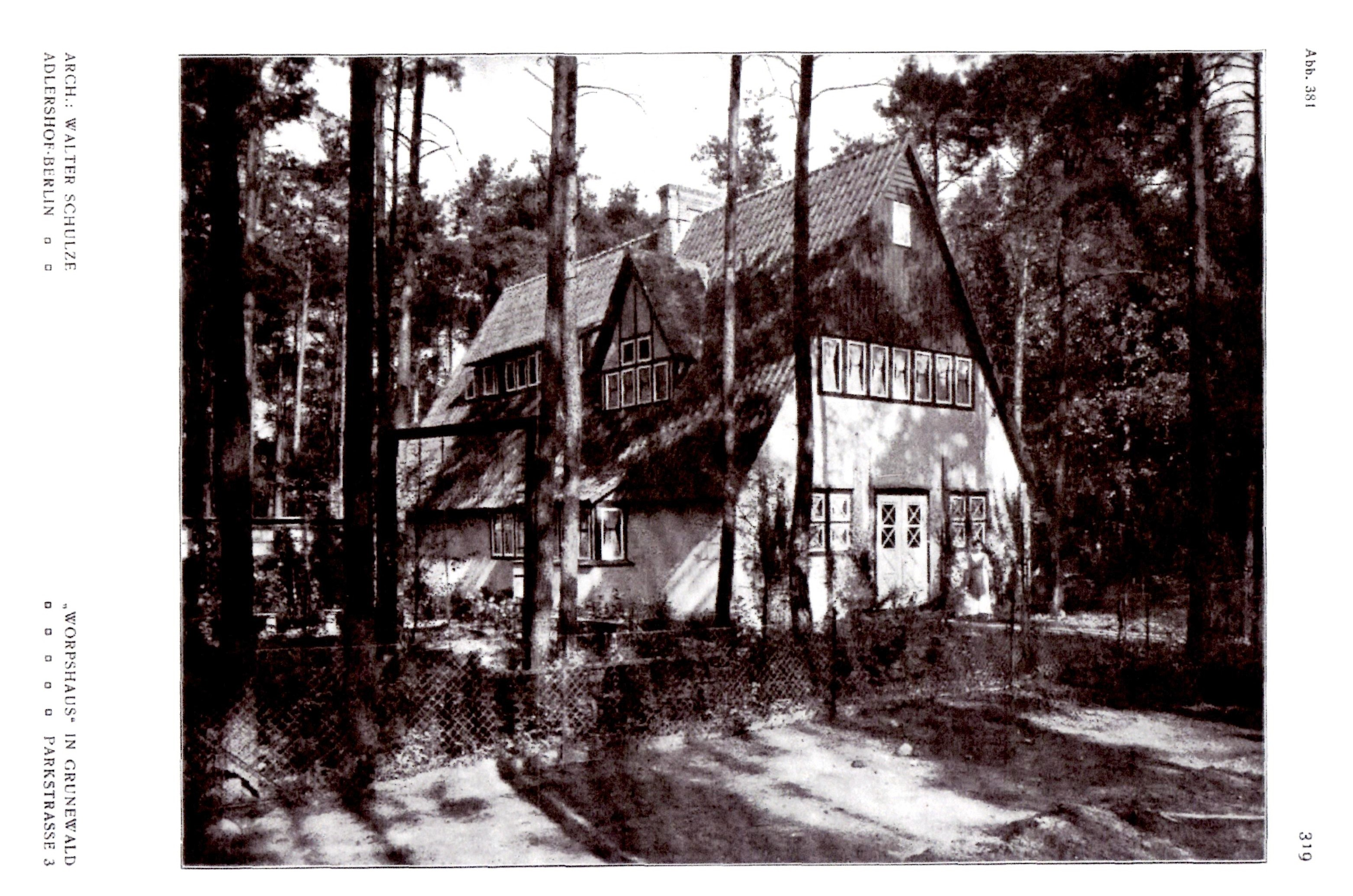
Gymnastikschule „Dorothea Schmidt“ 1914

### Schriften
Schulze, Walter: Luftbadkleid. In: Karl Vanselow (Hrsg.): Die Schönheit. Vierter Band, 4. Heft. s.223-225. Verlag die Schönheit, Berlin. 1906